# Anacé
Anasé (Anacé), pleme američkih Indijanaca iz istočnobrazilske države Ceará. Naseljeni su na području općine São Gonçalo do Amarante i Caucaia. Sastoje se od kojih 450 obitelji (6.750). Jedno su od 12 plemena koje je država Ceará 2003. priznala kao posebnu etničku grupu.

## Vanjske poveznice
- Povo indígena Anacé declara sua identidade étnica no Ceará